# Trattato di Ratisbona

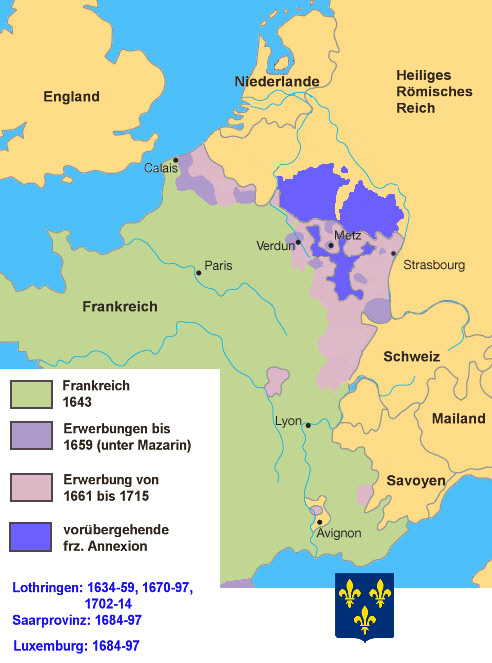
Le riunioni di Luigi XIV (blu scuro)

Il trattato di Ratisbona (in francese trêve de Ratisbonne) è un accordo firmato nel 1684 tra re Luigi XIV di Francia e l'imperatore Leopoldo I.

## Contesto
Nel 1681 il re di Francia Luigi XIV, in continuazione della politica delle Camere di Riunioni (tribunali istituiti dal re allo scopo di riunire, mediante artifici legali, città o dipendenze contigue alla frontiera della Francia), annette la città libera imperiale di Strasburgo, mentre nel novembre 1683 prende Kortrijk (in lingua francese Courtrai) e nel giugno 1684 Lussemburgo, due città dei Paesi Bassi spagnoli, provocando l'allarme dei principi tedeschi.
Nel maggio 1684, la flotta francese bombarda il porto di Genova in Italia nel tentativo di impedire che la Spagna possa usufruire degli arsenali della Repubblica di Genova per riarmare la propria marina. 
Di fronte a tale determinazione della Francia, si accentua una instabilità a carattere europeo che coinvolge più potenze. Minacciati dall'avanzata della Francia nei Paesi Bassi spagnoli, le Province Unite, temendo di essere la prossima vittima, preferiscono evitare qualsiasi casus belli e rompere la loro alleanza con la Spagna degli Asburgo il 29 giugno 1684. Nella sua lotta contro gli Ottomani, l'imperatore Leopoldo I, con la tregua di Ratisbona del 15 agosto 1684, riconosce temporaneamente le acquisizioni di Luigi XIV in Alsazia e nella Saar. La Spagna, isolata, non ha altra scelta e farà lo stesso il 20 agosto per le acquisizioni nei Paesi Bassi spagnoli. Queste acquisizioni sono concluse per un periodo di venti anni ma la politica aggressiva della Francia esaspera rapidamente i sovrani europei. La guerra della Lega di Augusta scoppierà infatti quattro anni dopo.

## Decisioni del trattato
La tregua venne firmata nel convento domenicano di Ratisbona (in Baviera) tra Luigi XIV, l'imperatore Leopoldo I e il re di Spagna Carlo II, coinvolto in quanto sovrano dei Paesi Bassi spagnoli, che erano parte del Sacro Romano Impero. L'accordo finale permise a Luigi XIV di conservare le città imperiale di Strasburgo, Lussemburgo e la maggior parte dei guadagni territoriali delle Riunioni, ma lo costrinse a restituire Courtrai e Dixmude (Lussemburgo, Courtrai e Dixmude facevano parte dei Paesi Bassi spagnoli).

## Conseguenze
In realtà con questo trattato l'impero non ottiene il risultato sperato, ovvero indurre la Francia alla calma, ma invece Luigi XIV forte di questo risultato si convinse sempre più che le potenze straniere avrebbero accettato ulteriori aggressioni senza giungere allo scontro: l'anno seguente, infatti, Luigi avanza diritti sulla regione renana del Palatinato. 
Questo errore di valutazione dell'Imperatore sfociò inevitabilmente in ulteriori guerre e scontri sanguinosi che infine porteranno al declino del potere bellico di Luigi XIV.
La tregua, pensata per durare venti anni, fu infatti violata dopo soli quattro anni da Luigi XIV che il 27 settembre 1688 assediò Filisburgo e il 16 novembre dichiarò guerra alla Repubblica olandese dando inizio alla guerra dei Nove Anni. 
Infine, il trattato promosse la soppressione delle lettere di corsa. Come dimostrato dai successivi sviluppi storici, bisognò attendere il 1856 e il trattato di Parigi perché la guerra di corsa fosse definitivamente abolita.